# Julio Festo (senador)
Julio Festo (en latín: Iulius Festus, su praenomen no se conoce) fue un noble romano de los siglos III y IV, perteneciente a la clase senatorial.
Su nombre aparece en segundo lugar en una lista de senadores según la cual cada uno contribuyó con 400 000 sestercios, tal vez para financiar un edificio en Roma. La empresa tiene alrededor de 300 años. Debe ser un antepasado de Julio Festo Himecio y uno de sus posibles antepasados fue Tiberio Julio Festo.